# Michel Dujon
Michel Dujon (1956 – Bourg-Saint-Maurice, 6 dicembre 1975) è stato uno sciatore alpino francese.

## Biografia
Discesista puro, Dujon in Coppa Europa nella stagione 1974-1975 fu 3º nella classifica di specialità; morì il 6 dicembre 1975 Bourg-Saint-Maurice a causa delle ferite riportate in una caduta in allenamento avvenuta pochi giorni prima. Non prese parte a rassegne olimpiche e non ottenne piazzamenti in Coppa del Mondo o ai Campionati mondiali.